# Бенедикто Ківанука
Бенедикто Кабіму Мугамба Ківанука (англ. Benedicto Kabimu Mugumba Kiwanuka; 1922–1972) — перший прем'єр-міністр Уганди, лідер «Демократичної партії».

## Біографія
Бенедикто Ківанука народився в травні 1922 в місті Кісабва (Kisabwa) в королівстві Буганда. Ківанука отримав початкову освіту в місіонерських школах. Під час Другої світової війни служив в корпусах Африканських королівських стрільців, виконуючи завдання в Кенії, Єгипті та Палестині. Свою військову кар'єру він завершив у званні сержант-майор.
Після війни Ківанука повернувся в Уганду і працював в високому суді синхронним перекладачем. Ківанука хотів стати адвокатом і тому він в 1950 році поступив в Католицький університетський коледж Пія XII (Pius XII Catholic University College). Потім навчався у Великій Британії в Університетському коледжі Лондона з 1952 по 1956 роки. Повернувшись в Уганду, він займався приватною юридичною практикою.

## Політична кар'єра
В цей час Уганда була на порозі здобуття незалежності. Але існували деякі проблеми через складну адміністративну системи країни. Аристократія королівства Буганда хотіла зберегти якомога більше прав за своєю територією, аж до незалежності королівства. Серед різних політичних організацій, створених в цей час, була Демократична партія — результат діяльності католиків, які думали, що члени їхньої релігії не мають достатнього представництва на угандійській політичній арені. Ківанука став лідером партії в 1958 році і згодом відмовився від адвокатської практики, щоб присвятити свій час політиці.
Коли були проведені перші вибори в Національну асамблею в 1961 році, в країні були дві великі партії: «Демократична партія» і «Народний конгрес Уганди». Населення Буганди бойкотувало вибори, що допомогло «Демократичній партії» отримати більшість місць в асамблеї. Ківанука сформував свій уряд і 1 липня 1961 року став першим головним міністром Уганди. 1 березня 1962 року він був призначений першим прем'єр-міністром.
Однак його прем'єрство було недовге. У 1962 року були проведені нові вибори. На цей раз бугандійська аристократія створила свою партію — «Кабака Єкка» (в перекладі — Лише Кабака). Більшість з народу баганда голосували за партію свого короля, що дало їй можливість отримати рівну кількість місць в асамблеї з «Демократичною партією» (по 22). Переможцем на виборах, стала партія «Народний конгрес Уганди». В асамблеї була сформована коаліція в складі «Народного конгресу Уганди» і «Кабака Єкка». Глава «Народного конгресу», Мілтон Оботе, змістив Ківанука з поста прем'єра. «Демократична партія» пішла в опозицію.

## Останні роки
У 1969 році Бенедикто Ківанука потрапив у в'язницю під час становлення однопартійного режиму та диктатури Оботе. У 1971 році Іді Амін повалив режим Оботе. Іді Амін звільнив Ківануку і призначив його верховним суддею. Бенедикто Ківанука незабаром пішов в опозицію, через репресії, що проводилися державою. За це в 1972 році він був заарештований, а згодом убитий, ставши одним із сотень тисяч жертв режиму Аміна. 